# Olympische Sommerspiele 1912/Schwimmen – 200 m Brust (Männer)
Der Schwimmwettbewerb über 200 m Brust der Männer bei den Olympischen Sommerspielen 1912 fand zwischen dem 7. Juli und 10. Juli 1912 statt. Austragungsort war das Schwimmstadion am Djurgårdsbrunnsviken in Schweden.
Nach seiner Premiere bei den Spielen 1908 stand der Wettbewerb zum zweiten Mal im olympischen Programm. Es nahmen 24 Athleten aus 11 Ländern teil.
Im Brustschwimmen waren in dieser Zeit die europäischen Sportler bestimmend. Mit dem Weltrekordinhaber Félicien Courbet (Belgien), dem Gewinner der ASA Championships 1907–1909 sowie 1912 Percy Courtman (Großbritannien) und Harald Julin (Schweden), Gewinner der ASA Championships 1910, waren die erfolgreichsten Schwimmer der letzten Jahre auf dieser Strecke am Start. Lediglich Ödön Toldi (Ungarn), Gewinner der ASA Championships 1911, fehlte.
Von ihnen erreichte aber nur Courtman das Finale. Den Wettkampf bestimmten die Schwimmer aus Deutschland, die am Ende einen Dreifacherfolg feierten. Olympiasieger Walter Bathe verbesserte dabei in jedem seiner drei Rennen den olympischen Rekord um insgesamt 5,6 Sekunden. Der Weltrekord blieb unangetastet. 

## Rekorde
Vor Beginn der Olympischen Spiele waren folgende Rekorde gültig.
| Weltrekord         | 3:00,8 min | Félicien Courbet | Schaerbeek (Belgien)    | 2. Oktober 1910 |
| Olympischer Rekord | 3:09,2 min | Frederick Holman | London (Großbritannien) | 18. Juli 1908   |

Folgende neue Rekorde wurden aufgestellt:
| Olympischer Rekord | 3:01,8 min | Walter Bathe   | Finale       | 10. Juli 1912 |
| Olympischer Rekord | 3:02,2 min | Walter Bathe   | Halbfinale 2 | 9. Juli 1912  |
| Olympischer Rekord | 3:03,4 min | Walter Bathe   | Vorlauf 4    | 7. Juli 1912  |
| Olympischer Rekord | 3:07,4 min | Wilhelm Lützow | Vorlauf 1    | 7. Juli 1912  |

## Ergebnisse

### Erste Runde
Die sechs Vorläufe fanden am Sonntag, den 7. Juli 1912, ab 13:50 Uhr statt. Für das Halbfinale qualifizierten sich jeweils die beiden Schnellsten jedes Vorlaufs sowie der schnellste Drittplatzierte aller Vorläufe. 
Vorlauf 1
| Platz | Name                    | Land            | Zeit       | Anm. |
| ----- | ----------------------- | --------------- | ---------- | ---- |
| 1     | Wilhelm Lützow          | Deutsches Reich | 3:07,4 min | OR   |
| 2     | Thor Henning            | Schweden        | 3:14,0 min |      |
| 3     | Karl Gustaf L. Lindroos | Finnland        | 3:16,6 min |      |
| 4     | Frank Schryver          | Australasien    | 3:24,0 min |      |

Lützow und Henning lagen über 150 Meter gleichauf. In einem harten Endspurt konnte sich der Deutsche absetzen und gewann am Ende leicht in neuer olympischer Rekordzeit.
Vorlauf 2
| Platz | Name                  | Land                   | Zeit       | Anm. |
| ----- | --------------------- | ---------------------- | ---------- | ---- |
| 1     | Paul Malisch          | Deutsches Reich        | 3:08,8 min |      |
| 2     | Arvo Ossian Aaltonen  | Finnland               | 3:13,0 min |      |
| 3     | Nils Gustaf Andersson | Schweden               | 3:20,6 min |      |
| 4     | Josef Wastl           | Österreich             | 3:25,6 min |      |
| 5     | Georgi Baimakow       | Russisches Kaiserreich | 3:29,0 min |      |

Malisch bestimmte den Vorlauf und gewann mit sicherem Vorsprung.
Vorlauf 3
| Platz | Name             | Land           | Zeit       | Anm. |
| ----- | ---------------- | -------------- | ---------- | ---- |
| 1     | Carlyle Atkinson | Großbritannien | 3:12,0 min |      |

Atkinson hatte keinen Gegner.
Vorlauf 4
| Platz | Name               | Land               | Zeit       | Anm. |
| ----- | ------------------ | ------------------ | ---------- | ---- |
| 1     | Walter Bathe       | Deutsches Reich    | 3:03,4 min | OR   |
| 2     | Percy Courtman     | Großbritannien     | 3:09,8 min |      |
| 3     | Fredrik Löwenadler | Schweden           | 3:22,2 min |      |
| –     | Michael McDermott  | Vereinigte Staaten | 3:18,2 min | DSQ  |

Bathe siegte klar und verbesserte den kurz zuvor von seinem Landsmann Lützow aufgestellten Olympischen Rekord um 4,0 Sekunden.
Vorlauf 5
| Platz | Name             | Land           | Zeit       | Anm. |
| ----- | ---------------- | -------------- | ---------- | ---- |
| 1     | Félicien Courbet | Belgien        | 3:12,6 min |      |
| 2     | Pontus Hanson    | Schweden       | 3:14,2 min |      |
| –     | George Innocent  | Großbritannien | 3:16,0 min | DSQ  |
| –     | Audun Rusten     | Norwegen       | 3:30,8 min | DSQ  |

Courbet und Hanson lieferten sich einen harten Kampf. Zunächst führte der Schwede, nach der Wende ging aber der Belgier in Führung und gewann im Endspurt. Gegen Ende des Rennens kam Innocent noch einmal nahe an Hanson heran.
Vorlauf 6
| Platz | Name             | Land     | Zeit       | Anm. |
| ----- | ---------------- | -------- | ---------- | ---- |
| 1     | Oszkár Demján    | Ungarn   | 3:07,8 min |      |
| 2     | Harald Julin     | Schweden | 3:12,8 min |      |
| 3     | Herman Cederberg | Finnland | 3:18,6 min |      |
| 4     | Vilhelm Lindgrén | Finnland | 3:21,2 min |      |
| 5     | Sven Hanson      | Schweden | 3:24,4 min |      |
| 6     | Oscar Hamrén     | Schweden |            |      |

Demján gewann das Rennen ohne große Mühen.

### Halbfinale
Das Halbfinale fand am Dienstag, den 9. Juli 1912, ab 20:15 Uhr statt. Für das Finale qualifizierten sich jeweils die beiden Schnellsten jedes Laufs sowie der schnellste Drittplatzierte beider Halbfinals. 
Halbfinale 1
| Platz | Name                    | Land            | Zeit       | Anm. |
| ----- | ----------------------- | --------------- | ---------- | ---- |
| 1     | Paul Malisch            | Deutsches Reich | 3:09,6 min |      |
| 2     | Thor Henning            | Schweden        | 3:10,4 min |      |
| 3     | Harald Julin            | Schweden        | 3:10,6 min |      |
| 4     | Karl Gustaf L. Lindroos | Finnland        | 3:11,6 min |      |
| 5     | Carlyle Atkinson        | Großbritannien  | 3:15,2 min |      |
| 6     | Arvo Ossian Aaltonen    | Finnland        | 3:17,0 min |      |

Bei der ersten Wende lag Henning in Führung. Auf der letzten Bahn zog Malisch an ihm vorbei und gewann im Endspurt. Julin kämpfte um Platz 2.
Halbfinale 2
| Platz | Name             | Land            | Zeit       | Anm. |
| ----- | ---------------- | --------------- | ---------- | ---- |
| 1     | Walter Bathe     | Deutsches Reich | 3:02,2 min | OR   |
| 2     | Wilhelm Lützow   | Deutsches Reich | 3:04,4 min |      |
| 3     | Percy Courtman   | Großbritannien  | 3:09,4 min |      |
| 4     | Oszkár Demján    | Ungarn          | 3:11,2 min |      |
| 5     | Félicien Courbet | Belgien         | 3:11,6 min |      |
| –     | Pontus Hanson    | Schweden        | DNF        |      |

Bathe führte von Beginn des Rennens an und verbesserte seinen eigenen olympischen Rekord aus dem Vorlauf um 1,2 Sekunden, nahe dahinter sein Landsmann Lützow.

### Finale
Das Finale fand am Mittwoch, den 10. Juli 1912, um 19:30 Uhr statt.
| Platz | Name           | Land            | Zeit       | Anm. |
| ----- | -------------- | --------------- | ---------- | ---- |
| 1     | Walter Bathe   | Deutsches Reich | 3:01,8 min | OR   |
| 2     | Wilhelm Lützow | Deutsches Reich | 3:05,0 min |      |
| 3     | Paul Malisch   | Deutsches Reich | 3:08,0 min |      |
| 4     | Percy Courtman | Großbritannien  | 3:08,8 min |      |
| –     | Thor Henning   | Schweden        | DNF        |      |

Bathe, der Schnellste der Vorläufe und des Halbfinals, ging von Beginn an in Führung. Lützow blieb an ihm dran. Im Endspurt gewann Bathe sicher mit neuem olympischen Rekord. Im Kampf um den dritten Platz lagen Malisch und Henning bei 50 Metern Seite an Seite, Courtman ein wenig zurück. Der gesundheitlich geschwächte Schwede musste das Rennen nach der Wende aufgeben. In einem spannenden Schlussspurt setzte sich Malisch gegen den Briten durch und sicherte einen deutschen Dreifacherfolg.